# 日本国憲法第43条
日本国憲法 第43条（にほんこく（にっぽんこく）けんぽう だい43じょう）は、日本国憲法の第4章にある条文で、両議院の組織・代表について規定している。

## 条文
日本国憲法、e-Gov法令検索。

第四十三条
1. 両議院は、全国民を代表する選挙された議員でこれを組織する。
2. 両議院の議員の定数は、法律でこれを定める。

## 解説
- 定数を定める法律
公職選挙法

2020年現在、衆議院議員については465人（同法4条1項）、参議院議員については248人（同法2項）と規定されている。

## 沿革

### 大日本帝国憲法
東京法律研究会 p.9

第三十四條貴族院ハ貴族院令ノ定ムル所ニ依リ皇族華族及勅任セラレタル議員ヲ以テ組織ス
第三十五條衆議院ハ選擧法ノ定ムル所ニ依リ公選セラレタル議員ヲ以テ組織ス

### 憲法改正要綱
「憲法改正要綱」、国立国会図書館「日本国憲法の誕生」。

十四第三十四条ノ規定ヲ改メ参議院ハ参議院法ノ定ムル所ニ依ル選挙又ハ勅任セラレタル議員ヲ以テ組織スルモノトスルコト

### GHQ草案
「GHQ草案」、国立国会図書館「日本国憲法の誕生」。

#### 日本語
第四十一条国会ハ三百人ヨリ少カラス五百人ヲ超エサル選挙セラレタル議員ヨリ成ル単一ノ院ヲ以テ構成ス

#### 英語
Article XLI.The Diet shall consist of one House of elected representatives with a membership of not less than 300 nor more than 500.

### 憲法改正草案要綱
「憲法改正草案要綱」、国立国会図書館「日本国憲法の誕生」。

第三十八
両議院ハ国民ニ依リ選挙セラレ全国民ヲ代表スル議員ヲ以テ之ヲ組織スルコト
両議院ノ議員ノ員数ハ法律ヲ以テ之ヲ定ムルモノトスルコト

### 憲法改正草案
「憲法改正草案」、国立国会図書館「日本国憲法の誕生」。

第三十九条
両議院は、全国民を代表する選挙された議員でこれを組織する。
両議院の議員の定数は、法律でこれを定める。

## 「全国民を代表」とは何か

### 歴史的経緯
国会議員は選挙民を代表するものであるが、その「代表」が何を意味するかは歴史的変遷を辿ってきている。
欧州の中世身分社会において、議員は選挙区からの指令に基づき行動するものとされ、そこでいう代表とは議員自らの固有の独立した意思を持たず、選挙民の手足となってその意思を忠実に反映・実行するという命令的委任（mandat impératif）、強制委任による委任的代理を意味するものと解されてきた。ここにおける議会制民主主義は直接主義的民主主義の単なる手段、いわばロボットであり、制限選挙制によることで議会での統一的な意思形成はそれほど困難なものではなかった。
これに対し、イギリスで興ったホイッグ的議会思想を源流にフランス憲法で明文化された代表観は、国会議員に対する選挙区からの拘束を否定し、独立に政治的意思を形成し国民全体のために政治に関与するものとされた。これを、強制委任に対し自由委任という。
しかし、議員も選挙区から政治的に全く自由独立ではありえず、また制限選挙制から普通選挙制へ移行したことによりバラバラの国民意思がまとまることなく国会になだれ込んでくるようになり議会内での統一的な政治的意思形成が困難になるという問題を生じた。
そこでルソーにより両者の折衷的な半代表の概念が提起された。これはどちらかといえば強制委任に近いとも言われる。

### 日本憲法における代表観
日本国憲法では前文で「日本国民は、正当に選挙された国会における代表者を通じて行動し」としており、代表者の行動が全日本国民の行動ということになるが、一方で議員の具体的な政治的意思決定の方法についての制限は設けられていない。また憲法51条は議員の議院における行動については院外では免責されるとしその独立性を保障しており、さらに、任期中において常に最新の選挙民の意思を反映した行動をするのは実質的に不可能であるため、前述の歴史的経緯などから総合的に判断するならば、本条については強制委任より自由委任に近い性格であるとみなすほうが妥当性が高いと考えられる。

### 地方議会との対比
国会がその中央政治において民意の忠実な反映と統一的意思の形成という相反する対立利益の調整に苦慮しなければならないのと対比して、地方分権制の元での地方議会においては、統一的意思の形成は比較的容易なものになると考えられる。したがって、中央議会での論理はここではそのまま通じず、むしろ選挙民のより忠実な意思の反映が求められることになる。

## 判例
- 選挙無効請求事件 (最高裁判例 平成11年11月10日)
- 在外日本人選挙権訴訟（最高裁判例 平成17年9月14日）15条、44条